# Thorleif Allum
Thorleif Allum, född den 17 oktober 1882 i Kristiania, död den 2 december 1918 i Stockholm, var en norsk operasångare (baryton) och operettartist, under större delen av sitt liv yrkesverksam i Sverige.

## Scenkarriär
Allum studerade vid Kristiania handelsgymnasium innan han som 17-åring debuterade vid Norsk Opera i rollen som Silvio i Pajazzo i juni 1900. Under de följande två månaderna framträdde han som Ottokar i Friskytten, Greven av Luna i Trubaduren och Germont i La Traviata, innan han i augusti engagerades vid Emil Lindens operasällskap. I samband med att sällskapet upplöstes i april 1901 engagerades Allum av Albert Ranft vid hans teatrar i Stockholm. Stockholmsdebuten skedde som Doudoux i Bellevilles mö på Södra Teatern.
Allum etablerade sig i Sverige som framträdande operettartist. Han spelade Rosillon i den första svenska uppsättningen av Glada änkan 1907 och Brissard i Greven av Luxemburg 1910, båda på Oscarsteatern. Däremellan hade han på samma teater år 1908 gjort den manliga huvudrollen, Niki, vid Sverigepremiären av Oscar Straus' En valsdröm mot Emma Meissner som Franzi. Han gjorde även gästspel i Finland.

## Inspelningar
Allum gjorde under sin relativt korta karriär åtskilliga fonograminspelningar. Redan år 1900 sjöng han i Norge in Ack Värmeland du sköna på fonografrulle. I Sverige gjorde han 1905 ett tjugotal grammofonsidor (däribland några duetter med Rosa Grünberg och Inga Berentz) för märket Favorite och minst åtta stycken för Lyrophon. De följdes av ett antal inspelningar för Odeon 1912. Ungefär vid samma tid gjorde han också insjungningar för International Talking Machine i Tyskland.
Allum komponerade också musiken till Romans, insjungen på skiva cirka 1915 av Oscar Bergström.

## Privatliv
Drabbad av lungblödningar och lungtuberkulos drog sig Allum tillbaka från sin scenkarriär redan vid 32 års ålder och avled tre år senare. Han var gift med sångaren Signhild Boström (1887–1975) från 1910 fram till sin död. Paret hade en dotter, Toutie död 1956. Allums dotterdotter är Christina Lagerson (född 1938), verksam under sextiotalet på Riksteatern som  regissör, och som TV- och radioproducent på SVT respektive Sveriges Radio till 1990
Thorleif Allum är begravd på Norra begravningsplatsen utanför Stockholm.

## Teater

### Roller (ej komplett)
| År   | Roll                         | Produktion                                                                    | Regi           | Teater            |
| ---- | ---------------------------- | ----------------------------------------------------------------------------- | -------------- | ----------------- |
| 1901 | Doudoux, målare              | Bellevilles mö Carl Millöcker, Richard Genée och Friedrich Zell               | Axel Bosin     | Södra Teatern     |
| 1905 | Surcouf                      | Surcouf Robert Planquette, Alfred Duru och Henri Chivot                       | Axel Ringvall  | Östermalmsteatern |
| 1905 |                              | Madame Scherry Hugo Felix och Maurice Ordonneau                               |                | Östermalmsteatern |
| 1905 |                              | Landsvägsriddarna Carl Zeller, Moritz West och Ludwig Held                    |                | Östermalmsteatern |
| 1905 | d'Artagnan                   | d'Artagnan Louis Varney, Paul Verrier och Jules Prével                        |                | Östermalmsteatern |
| 1906 | Kungen                       | Lilla drottningen Léon Xanrof och Michel Carré                                |                | Östermalmsteatern |
| 1906 | Adhémar, Vicomte de Bethune  | Hertiginnan av Danzig Ivan Caryll och Henry Hamilton                          |                | Östermalmsteatern |
| 1906 | Tristan Florival             | Söndagsbarnet Carl Millöcker, Richard Genée och Friedrich Zell                |                | Östermalmsteatern |
| 1906 | Don Cluncar y Alcarazz       | Frihetsbröderna Jacques Offenbach, Henri Meilhac och Ludovic Halévy           |                | Oscarsteatern     |
| 1907 | Camille de Rossillon         | Glada änkan Franz Lehár, Victor Léon och Leo Stein                            | Axel Bosin     | Oscarsteatern     |
| 1907 | Cochenille/Frans             | Hoffmans äventyr Jacques Offenbach, Jules Barbier och Michel Carré            | Emil Linden    | Oscarsteatern     |
| 1907 | Surcouf                      | Surcouf Robert Planquette och Henri Chivot                                    |                | Oscarsteatern     |
| 1907 |                              | Ambassadören Claude Terrasse, Robert de Flers och Gaston Arman de Caillavet   | Emil Linden    | Oscarsteatern     |
| 1908 | Freddy Wehburg               | Dollarprinsessan Leo Fall, Alfred Maria Willner och Fritz Grünbaum            | Axel Bosin     | Oscarsteatern     |
| 1909 | Greve Amirski                | Fortunas gunstling Karl Gilck                                                 | Carl Barcklind | Oscarsteatern     |
| 1910 | Prins Bredindin              | Mahomets paradis Robert Planquette och Henri Blondeau                         |                | Oscarsteatern     |
| 1910 |                              | Tjuvskyttarna Jacques Offenbach, Henri Charles Chivot och Alfred Duru         | Emil Linden    | Oscarsteatern     |
| 1911 | Löjtnant René Boislurette    | Kyska Susanna Jean Gilbert och Georg Okonkowski                               |                | Oscarsteatern     |
| 1911 |                              | Wienerblod Johann Strauss den yngre, Victor Léon, Leo Stein och Adolf Müller  |                | Oscarsteatern     |
| 1912 | Greve Don Cluncar y Alcarasa | Frihetsbröderna Jacques Offenbach, Henri Meilhac och Ludovic Halévy           | Albert Ranft   | Oscarsteatern     |
| 1912 |                              | Kvinnohataren Edmund Eysler, Leo Stein och Karl Lindau                        | Emil Linden    | Oscarsteatern     |
| 1915 | James                        | Var är Johnny Nathaniel Jones, Maurice Bernardt och Joseph Corin              | Carl Barcklind | Oscarsteatern     |
| 1915 | Armand Brissard, målare      | Greven av Luxemburg Franz Lehár, Alfred Maria Willner och Robert Bodansky     |                | Oscarsteatern     |
| 1915 | Gilbert Prunier              | Pariserluft Martin Knopf                                                      |                | Vasateatern       |
| 1915 | Edgar de Lancy               | Två man om en änka Victor Hollaender, Heinrich Storbitzer och Richard Kessler | Carl Barcklind | Vasateatern       |

## Bilder

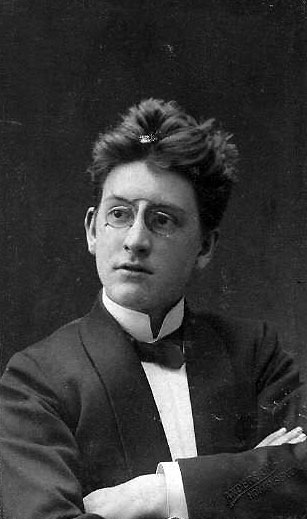
Ungdomsporträtt från 1901.
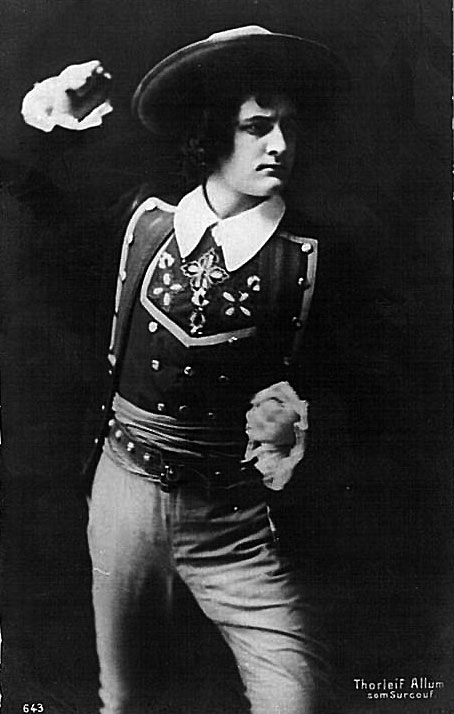
I rollen som Surcouf i operetten med samma namn på Oscarsteatern 1907.
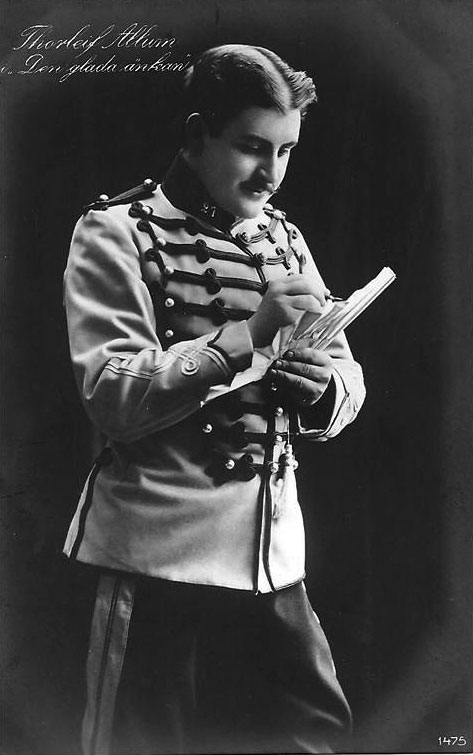
Thorleif Allum som Rosillon i Glada änkan på Oscarsteatern 1907.
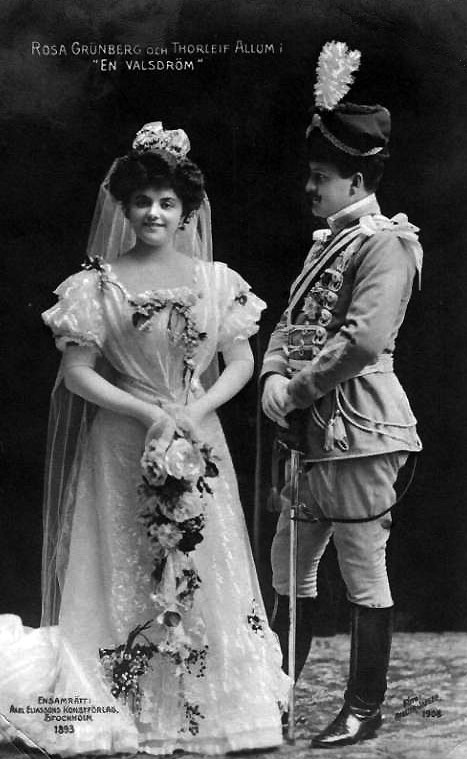
Thorleif Allum som Niki mot Rosa Grünberg som Helena i En valsdröm på Oscarsteatern 1908.
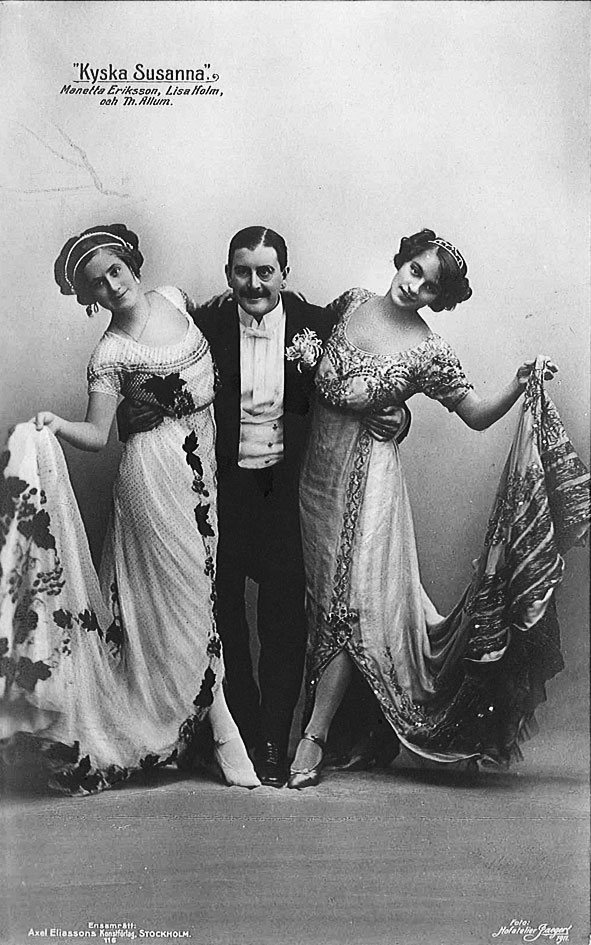
Thorleif Allum som Rene omgiven av Manetta Ryberg och Lisa Holm i operetten Kyska Susanna på Oscarsteatern 1911.